# Gimnastyka na Letnich Igrzyskach Olimpijskich 2012 – kwalifikacje

## Zawody kwalifikacyjne
| Zawody                                            | Data                     | Miejsce     |
| ------------------------------------------------- | ------------------------ | ----------- |
| Mistrzostwa Świata w Gimnastyce Artystycznej 2011 | 19 - 25 września 2011    | Montpellier |
| Mistrzostwa Świata w Gimnastyce Sportowej 2011    | 7 - 16 października 2011 | Tokio       |
| Mistrzostwa Świata w Skokach na Trampolinie 2011  | 17 - 20 listopada 2011   | Birmingham  |
| Olimpijski Turniej Kwalifikacyjny                 | 10 - 18 stycznia 2012    | Londyn      |

## Podsumowanie kwalifikacji
| Kraj              | Sportowa  | Sportowa | Artystyczna   | Artystyczna | Skoki na trampolinie | Skoki na trampolinie | Razem |
| Kraj              | Mężczyźni | Kobiety  | Indywidualnie | Drużynowo   | Mężczyźni            | Kobiety              | Razem |
| ----------------- | --------- | -------- | ------------- | ----------- | -------------------- | -------------------- | ----- |
| Argentyna         | 1         | 1        |               |             |                      |                      | 2     |
| Armenia           | 1         |          |               |             |                      |                      | 1     |
| Australia         | 1         | 5        |               |             | 1                    |                      | 7     |
| Austria           | 1         | 1        | 1             |             |                      |                      | 3     |
| Azerbejdżan       | 1         |          | 1             |             |                      |                      | 2     |
| Bangladesz        | 1         |          |               |             |                      |                      | 1     |
| Belgia            | 1         | 1        |               |             |                      |                      | 2     |
| Białoruś          | 1         | 1        | 2             | 6           |                      | 1                    | 11    |
| Brazylia          | 3         | 5        |               |             |                      |                      | 8     |
| Bułgaria          | 1         | 1        | 1             | 6           |                      |                      | 9     |
| Chile             | 1         | 1        |               |             |                      |                      | 2     |
| Chiny             | 5         | 5        | 1             |             | 2                    | 2                    | 15    |
| Chorwacja         | 1         | 1        |               |             |                      |                      | 2     |
| Cypr              |           |          | 1             |             |                      |                      | 1     |
| Czechy            | 1         | 1        |               |             |                      | 1                    | 3     |
| Dania             |           |          |               |             | 1                    |                      | 1     |
| Dominikana        |           | 1        |               |             |                      |                      | 1     |
| Egipt             | 1         | 1        | 1             |             |                      |                      | 3     |
| Finlandia         |           | 1        |               |             |                      |                      | 1     |
| Francja           | 5         | 5        | 1             |             | 1                    |                      | 12    |
| Grecja            | 2         | 1        |               | 6           |                      |                      | 9     |
| Gruzja            |           |          |               |             |                      | 1                    | 1     |
| Gwatemala         |           | 1        |               |             |                      |                      | 1     |
| Hiszpania         | 5         | 1        | 1             | 6           |                      |                      | 13    |
| Holandia          | 1         | 1        |               |             |                      | 1                    | 3     |
| Hongkong          | 1         | 1        |               |             |                      |                      | 2     |
| Irlandia          | 1         |          |               |             |                      |                      | 1     |
| Izrael            | 2         | 1        | 1             | 6           |                      |                      | 10    |
| Japonia           | 5         | 5        |               | 6           | 2                    | 1                    | 19    |
| Kanada            | 1         | 5        |               | 6           | 1                    | 2                    | 15    |
| Kazachstan        | 1         | 1        | 1             |             |                      |                      | 3     |
| Kolumbia          | 1         | 1        |               |             |                      |                      | 2     |
| Korea Południowa  | 5         | 1        | 1             |             |                      |                      | 7     |
| Litwa             | 1         | 1        |               |             |                      |                      | 2     |
| Łotwa             | 1         |          |               |             |                      |                      | 1     |
| Meksyk            | 1         | 1        |               |             |                      |                      | 2     |
| Niemcy            | 5         | 5        | 1             | 6           | 1                    | 1                    | 19    |
| Polska            | 1         | 1        | 1             |             |                      |                      | 3     |
| Portoryko         | 1         | 1        |               |             |                      |                      | 2     |
| Portugalia        | 1         | 1        |               |             | 1                    | 1                    | 4     |
| Rosja             | 5         | 5        | 2             | 6           | 2                    | 1                    | 21    |
| Rumunia           | 5         | 5        |               |             |                      |                      | 10    |
| Singapur          |           | 1        |               |             |                      |                      | 1     |
| Słowacja          | 1         | 1        |               |             |                      |                      | 2     |
| Słowenia          |           | 1        |               |             |                      |                      | 1     |
| Stany Zjednoczone | 5         | 5        | 1             |             | 1                    | 1                    | 13    |
| Szwajcaria        | 1         | 1        |               |             |                      |                      | 2     |
| Szwecja           |           | 1        |               |             |                      |                      | 1     |
| Tunezja           | 1         |          |               |             |                      |                      | 1     |
| Turcja            |           | 1        |               |             |                      |                      | 1     |
| Ukraina           | 5         | 1        | 2             | 6           | 1                    | 1                    | 16    |
| Uzbekistan        |           | 1        | 1             |             |                      |                      | 2     |
| Wenezuela         |           | 1        |               |             |                      |                      | 1     |
| Wielka Brytania   | 5         | 5        | 1             | 6           |                      | 1                    | 18    |
| Wietnam           | 1         | 1        |               |             |                      |                      | 2     |
| Węgry             | 2         | 1        |               |             |                      |                      | 3     |
| Włochy            | 5         | 5        | 1             | 6           | 1                    |                      | 18    |
| Razem: 58 krajów  | 98        | 98       | 24            | 72          | 16                   | 16                   | 324   |

## Gimnastyka sportowa

### Mężczyźni
| Zawody                                                                 | Kryterium                                       | Zakwalifikowani |
| ---------------------------------------------------------------------- | ----------------------------------------------- | --- |
| Drużynowo                                                              |                                                 | |
| Mistrzostwa Świata                                                     | Zespoły z miejsc 1-8                            | Chiny · Japonia · Stany Zjednoczone · Niemcy · Rosja · Korea Południowa · Rumunia · Ukraina |
| Olimpijski Turniej Kwalifikacyjny (zespoły z miejsc 9-16 na MŚ)        | Zespoły z miejsc 1-4                            | Wielka Brytania · Francja · Hiszpania · Włochy |
| Razem                                                                  | Razem                                           | 12 (60 zawodników) |
| Indywidualnie                                                          |                                                 | |
| Mistrzostwa świata indywidualni medaliści w ćwiczeniach na przyrządach | Ćwiczenia wolne                                 | Diego Hypólito Alexander Shatilov |
| Mistrzostwa świata indywidualni medaliści w ćwiczeniach na przyrządach | Ćwiczenia na koniu z łękami                     | Krisztián Berki |
| Mistrzostwa świata indywidualni medaliści w ćwiczeniach na przyrządach | Ćwiczenia na kółkach                            | Arthur Zanetti |
| Mistrzostwa świata indywidualni medaliści w ćwiczeniach na przyrządach | Skoki                                           | - |
| Mistrzostwa świata indywidualni medaliści w ćwiczeniach na przyrządach | Ćwiczenia na poręczach                          | Vasileios Tsolakidis |
| Mistrzostwa świata indywidualni medaliści w ćwiczeniach na przyrządach | Ćwiczenia na drążku                             | - |
| Zaproszenia od zarządu FIG                                             | Gospodarz                                       | - |
| Zaproszenia od zarządu FIG                                             | Afryka                                          | Egipt · Wajdi Bouallegue |
| Zaproszenia od zarządu FIG                                             | Oceania                                         | - |
| Dzika karta                                                            |                                                 | Syque Caesar |
| Olimpijski Turniej Kwalifikacyjny                                      | Wielobój indywidualny (max. 1 zawodnik na kraj) | Kanada* · Sérgio Sasaki · Portoryko* · Białoruś* · Daniel Corral Barron · Tomas Gonzalez Sepulveda · Wai Hung Shek · Filip Ude · Vlasios Maras · Samuel Piasecky · Fabian Leimlehner · Kolumbia** · Roman Kulesza · Szwajcaria** · Epke Zonderland · Australia** · Artur Dawtian · Portugalia** · Stiepan Gorbaczow · Rokas Guščinas · Phạm Phước Hưng · Dmitrijs Trefilovs · Felix Aronovich · Vid Hidvegi · Jordan Jowczew · Federico Molinari · Jimmy Verbaeys · Martin Konečný · Kieran Behan · Şakir Şıxəliyev |
| Razem                                                                  | Razem                                           | 98 |

- * Kraj może wybrać dowolnego zawodnika
- ** Kraj ma wybór pomiędzy dwoma zawodnikami

### Kobiety
| Zawody                                                                 | Kryterium                                       | Zakwalifikowani |
| ---------------------------------------------------------------------- | ----------------------------------------------- | --- |
| Drużynowo                                                              |                                                 | |
| Mistrzostwa Świata                                                     | Zespoły z miejsc 1-8                            | Stany Zjednoczone · Rosja · Chiny · Rumunia · Japonia · Australia · Niemcy · Wielka Brytania |
| Olimpijski Turniej Kwalifikacyjny (zespoły z miejsc 9-16 na MŚ)        | Zespoły z miejsc 1-4                            | Włochy · Kanada · Francja · Brazylia |
| Razem                                                                  | Razem                                           | 12 (60 zawodniczek) |
| Indywidualnie                                                          |                                                 | |
| Mistrzostwa świata indywidualni medaliści w ćwiczeniach na przyrządach | Skoki                                           | Phan Thị Hà Thanh |
| Mistrzostwa świata indywidualni medaliści w ćwiczeniach na przyrządach | Ćwiczenia na poręczach                          | Brak |
| Mistrzostwa świata indywidualni medaliści w ćwiczeniach na przyrządach | Ćwiczenia na równoważni                         | Brak |
| Mistrzostwa świata indywidualni medaliści w ćwiczeniach na przyrządach | Ćwiczenia wolne                                 | Brak |
| Zaproszenia od zarządu FIG                                             | Afryka                                          | Sherine El Zeiny Salma Mahmoud |
| Olimpijski Turniej Kwalifikacyjny                                      | Wielobój indywidualny (max. 1 zawodnik na kraj) | Belgia* · Korea Południowa* · Hiszpania* · Masela Wyomi · Szwajcaria** · Ana Sofía Gómez Porras · Elsa García · Wenezuela** · Valeriia Maksiuta · Grecja** · Węgry** · Marta Pihan-Kulesza · Kristýna Pálešová · Barbara Gasser · Jessica Gil Ortiz · Ukraina** · Jonna Adlerteg · Tina Erceg · Valeria Pereyra · Uzbekistan** · Słowenia** · Göksu Üçtaş · Simona Castro Lazo · Laura Svilpaite · Ralica Milewa · Hiu Ying Angel Wong · Annika Urvikko · Lorena Quinones Moreno · Maria Homolova · Heem Wei Lim · Möldyr Äzymbaj · Nastassia Maraczkouska · Zoi Mafalda Marques de Lima · Yamilet Peña |
| Razem                                                                  | Razem                                           | 98 |

- * Kraj może wybrać dowolną zawodniczkę
- ** Kraj ma wybór pomiędzy dwiema zawodniczkami

## Gimnastyka artystyczna

### Indywidualnie
| Zawody                            | Kryterium                                   | Zakwalifikowani |
| --------------------------------- | ------------------------------------------- | --- |
| Mistrzostwa Świata                | Miejsca od 1-15 (max. 2 zawodników na kraj) | Rosja · Rosja · Białoruś · Białoruś · Azerbejdżan · Ukraina · Bułgaria · Polska · Uzbekistan · Izrael · Korea Południowa · Francja · Chiny · Włochy · Austria |
| Olimpijski Turniej Kwalifikacyjny | Najlepsza 5 (max. 1 zawodnik na kraj)       | Anna Alabjewa Hanna Rizatdinowa Carolina Rodriguez Chrystalleni Trikomiti Jana Berezko-Marggrander                                                            |
| Zaproszenia od zarządu FIG        | Gospodarz                                   | Francesca Jones |
| Zaproszenia od zarządu FIG        | Kontynenty niezakwalifikowane (3 miejsca)   | Julie Zetlin Yasmine Mohamed Rostom Janine Murray |
| Razem                             | Razem                                       | 24 |

### Drużynowo
| Zawody                                                                     | Kryterium                                       | Zakwalifikowani                                         |
| -------------------------------------------------------------------------- | ----------------------------------------------- | ------------------------------------------------------- |
| Mistrzostwa Świata                                                         | Układy zbiorowe - wielobój zespoły z miejsc 1-6 | Włochy · Rosja · Bułgaria · Białoruś · Japonia · Niemcy |
| Olimpijski Turniej Kwalifikacyjny (zespoły z miejsc 7-13 z MŚ i gospodarz) | Najlepsze 4 zespoły                             | Hiszpania · Ukraina · Izrael · Grecja                   |
| Zaproszenia od zarządu FIG                                                 | Gospodarz                                       | Wielka Brytania                                         |
| Zaproszenia od zarządu FIG                                                 | Kontynent niezakwalifikowany                    | Kanada                                                  |
| Razem                                                                      | Razem                                           | 12                                                      |

## Skoki na trampolinie

### Mężczyźni
| Zawody                            | Kryterium                                        | Zakwalifikowani                                                               |
| --------------------------------- | ------------------------------------------------ | ----------------------------------------------------------------------------- |
| Mistrzostwa Świata                | Najlepsze 8 zespołów (max. 2 zawodników na kraj) | Chiny · Chiny · Japonia · Japonia · Rosja · Rosja · Francja · Ukraina         |
| Olimpijski Turniej Kwalifikacyjny | Najlepsze 7 zespołów (max. 1 zawodnik na kraj)   | Kanada · Portugalia · Australia · Niemcy · Włochy · Stany Zjednoczone · Dania |
| Zaproszenia od zarządu FIG        | Gospodarz i każdy kontynent                      | -                                                                             |
| Dzikie karty                      |                                                  |                                                                               |
| Razem                             | Razem                                            | 16                                                                            |

### Kobiety
| Zawody                            | Kryterium                                        | Zakwalifikowani                                                                           |
| --------------------------------- | ------------------------------------------------ | ----------------------------------------------------------------------------------------- |
| Mistrzostwa Świata                | Najlepsze 8 zespołów (max. 2 zawodników na kraj) | Chiny · Chiny · Białoruś · Kanada · Kanada · Niemcy · Stany Zjednoczone · Wielka Brytania |
| Olimpijski Turniej Kwalifikacyjny | Najlepsze 7 zespołów (max. 1 zawodnik na kraj)   | Gruzja · Portugalia · Czechy · Rosja · Holandia · Ukraina · Japonia                       |
| Zaproszenia od zarządu FIG        | Gospodarz i każdy kontynent                      | -                                                                                         |
| Dzikie karty                      |                                                  |                                                                                           |
| Razem                             | Razem                                            | 16                                                                                        |